# Бінга
Бінга (порт. Monte Binga) — гора в Мозамбіці, найвища точка країни, абсолютна висота — 2436 м над рівнем моря. Розташована на крайньому заході країни на кордоні із Зімбабве, у провінції Маніка. Бінга підноситься над рівнинною частиною Маніки, поступово переходить у Шіванімані, південну частину високогір'я Зімбабве. Гора знаходиться на території мозамбіцької частини національного парку Шіванімані, розташованого переважно на території Зімбабве.
Сходження на вершину Бінго для альпіністських груп є вкрай складне. Найбільш зручний шлях до вершини — з північно-східного напрямку.